# Hokej na lodzie na Zimowych Igrzyskach Olimpijskich 2022 – turniej mężczyzn
Turniej olimpijski w hokeju na lodzie mężczyzn podczas XXIV Zimowych Igrzysk Olimpijskich w Pekinie – 24. edycja turnieju w historii. Zorganizowana zostanie w dniach 9-20 lutego 2022.

## Uczestnicy
| Rodzaj kwalifikacji | Termin                       | Miejsce            | Miejsca | Zakwalifikowani                                                           |
| --- | ---------------------------- | ------------------ | ------- | ------------------------------------------------------------------------- |
| Gospodarz | 17 maja 2018                 | Kopenhaga          | 1       | Chiny                                                                     |
| Ranking IIHF 2019 obejmujący turnieje: Mistrzostwa Świata 2016 Mistrzostwa Świata 2017 Igrzyska Olimpijskie 2018 Mistrzostwa Świata 2018 Mistrzostwa Świata 2019 | 31 marca 2016 – 26 maja 2019 | Bratysława Koszyce | 8       | Kanada Rosja Finlandia Szwecja Czechy Stany Zjednoczone Niemcy Szwajcaria |
| Zwycięzca turnieju kwalifikacyjnego | 26-29 sierpnia 2021          | Bratysława         | 1       | Słowacja                                                                  |
| Zwycięzca turnieju kwalifikacyjnego | 26-29 sierpnia 2021          | Ryga               | 1       | Łotwa                                                                     |
| Zwycięzca turnieju kwalifikacyjnego | 26-29 sierpnia 2021          | Oslo               | 1       | Dania                                                                     |

## Składy
W 2020 informowano, że zawodnicy z północnoamerykańskich rozgrywek NHL są gotowi wystąpić na ZIOM 2022 i 2026. We wrześniu 2021 władze NHL oficjalnie podały, że po osiągnięciu konsensusu z IIHF zawodnicy z klubów tej ligi wezmą udział w igrzyskach 2022. W grudniu 2021 ogłoszono, że zawodnicy z NHL nie będą uczestniczyć w turnieju olimpijskim z uwagi na pandemię COVID-19. W pierwotnie zgłoszonych składach reprezentacji dokonano szeregu indywidualnych zmian jeszcze przed startem turnieju.
- Chiny – Bramkarze: Pengfei Han, Shimisi Jieruimi, Yongli Ouban; Obrońcy: Zimeng Chen, Aoxibofu Dannisi, Kailiaosi Jieke, Jie Liu, Sioulaoer Ruian, Ruinan Yan, Junjie Yuan, Pengfei Zhang, Enlai Zheng; Napastnicy: Jiang Fu, Shuai Fu, Jianing Guo, An Jian, Jinguang Je, Juncheng Yan, Jia Luo, Taile Wang, Ruike Wei, Rudi Ying, Xudong Xiang, Wei Zhong, Zesen Zhang; Trener: Ivano Zanatta[5][6][a].
- Czechy – Bramkarze: Patrik Bartošák, Šimon Hrubec, Roman Will; Obrońcy: Jakub Jeřábek, Lukáš Klok, Tomáš Kundrátek, Vojtěch Mozík, Ronald Knot, David Musil, David Sklenička, Libor Šulák; Napastnicy: Roman Červenka, Michael Frolík, Tomáš Hyka, Jan Kovář, David Krejčí, Radan Lenc, Michal Řepík, Lukáš Sedlák, Jiří Smejkal, Vladimír Sobotka, Michael Špaček, Matěj Stránský, Hynek Zohorna, Tomáš Zohorna; Trener: Filip Pešán[7][8].
- Dania – Bramkarze: Sebastian Dahm, Frederik Dichow, Patrick Galbraith; Obrońcy: Phillip Bruggisser, Jesper Jensen Aabo, Nicholas B. Jensen, Emil Kristensen, Oliver Larsen, Matias Lassen, Markus Lauridsen, Oliver Lauridsen; Napastnicy: Mikkel Aagaard, Matthias Asperup, Mathias Bau Hansen, Mikkel Bødker, Julian Jakobsen, Jesper Jensen, Nicklas Jensen, Morten Madsen, Nicolai Meyer, Frans Nielsen, Nick Olesen, Morten Poulsen, Peter Regin, Patrick Russell, Frederik Storm; Trener: Heinz Ehlers[9][10].
- Finlandia – Bramkarze: Jussi Olkinuora, Harri Säteri, Frans Tuohimaa; Obrońcy: Niklas Friman, Juuso Hietanen, Valtteri Kemiläinen, Mikko Lehtonen, Petteri Lindbohm, Atte Ohtamaa, Ville Pokka, Sami Vatanen; Napastnicy: Miro Aaltonen, Marko Anttila, Hannes Björninen, Valtteri Filppula, Markus Granlund, Teemu Hartikainen, Leo Komarov, Saku Mäenalanen, Sakari Manninen, Joonas Nättinen, Niko Ojamäki, Iiro Pakarinen, Harri Pesonen, Toni Rajala; Trener: Jukka Jalonen[11][12][b].
- Kanada – Bramkarze: Devon Levi, Edward Pasquale, Matt Tomkins; Obrońcy: Mark Barberio, Jason Demers, Morgan Ellis, Alex Grant, Maxim Noreau, Owen Power, Mat Robinson, Tyler Wotherspoon; Napastnicy: Daniel Carr, Adam Cracknell, David Desharnais, Landon Ferraro, Josh Ho-Sang, Kent Johnson, Corban Knight, Jack McBain, Mason McTavish, Eric O’Dell, Eric Staal, Ben Street, Adam Tambellini, Jordan Weal, Daniel Winnik; Trener: Jeremy Colliton → Claude Julien[13], Jeremy Colliton[14][15][c].
- Łotwa – Bramkarze: Kristers Gudļevskis, Jānis Kalniņš, Ivars Punnenovs; Obrońcy: Uvis Jānis Balinskis, Oskars Cibulskis, Ralfs Freibergs, Jānis Jaks, Artūrs Kulda, Roberts Mamčics, Patriks Ozols, Nauris Sējējs, Kristaps Zīle; Napastnicy: Toms Andersons, Rodrigo Ābols, Oskars Batņa, Rihards Bukarts, Lauris Dārziņš, Kaspars Daugaviņš, Mārtiņš Dzierkals, Andris Džeriņš, Miks Indrašis, Nikolajs Jeļisejevs, Mārtiņš Karsums, Ronalds Ķēniņš, Renārs Krastenbergs, Gints Meija, Deniss Smirnovs; Trener: Harijs Vītoliņš[16][17][d].
- Niemcy – Bramkarze: Danny aus den Birken, Felix Brückmann, Mathias Niederberger; Obrońcy: Konrad Abeltshauser, Dominik Bittner, Marcel Brandt, Korbinian Holzer, Jonas Müller, Moritz Müller, Marco Nowak, Fabio Wagner; Napastnicy: Lean Bergmann, Yasin Ehliz, Patrick Hager, Dominik Kahun, Nicolas Krammer, Tom Kühnhackl, Stefan Loibl, Marcel Noebels, Leonhard Pföderl, Daniel Pietta, Matthias Plachta, Tobias Rieder, Frederik Tiffels, David Wolf; Trener: Toni Söderholm[18][19].
- Rosyjski Komitet Olimpijski – Bramkarze: Timur Bilałow, Iwan Fiedotow, Aleksandr Samonow; Obrońcy: Jegor Jakowlew, Aleksandr Jelesin, Artiom Minulin, Nikita Niestierow, Aleksandr Nikiszyn, Damir Szaripzianow, Siergiej Tielegin, Wiaczesław Wojnow; Napastnicy: Siergiej Andronow, Andriej Czibisow, Stanisław Galijew, Arsienij Griciuk, Michaił Grigorienko, Nikita Gusiew, Pawieł Karnauchow, Artur Kajumow, Siergiej Płotnikow, Kiriłł Siemionow, Wadim Szypaczow, Anton Slepyszew, Władimir Tkaczow, Dmitrij Woronkow; Trener: Aleksiej Żamnow[20][21][e].
- Słowacja – Bramkarze: Branislav Konrad, Patrik Rybár, Matej Tomek; Obrońcy: Michal Čajkovský, Peter Čerešňák, Marek Ďaloga, Martin Gernát, Samuel Kňažko, Martin Marinčin, Šimon Nemec, Mislav Rosandić; Napastnicy: Peter Cehlárik, Marko Daňo, Adrián Holešinský, Marek Hrivík, Libor Hudáček, Tomáš Jurčo, Miloš Kelemen, Michal Krištof, Kristián Pospíšil, Pavol Regenda, Miloš Roman, Juraj Slafkovský, Samuel Takáč, Peter Zuzin; Trener: Craig Ramsay[22][23][f].
- Stany Zjednoczone – Bramkarze: Drew Commesso, Strauss Mann, Pat Nagle; Obrońcy: Brian Cooper, Brock Faber, Drew Helleson, Steven Kampfer, Aaron Ness, Nick Perbix, Jake Sanderson, David Warsofsky; Napastnicy: Justin Abdelkader, Nick Abruzzese, Kenny Agostino, Matty Beniers, Brendan Brisson, Noah Cates, Sean Farrell, Sam Hentges, Matthew Knies, Marc McLaughlin, Ben Meyers, Andy Miele, Brian O’Neill, Nick Shore, Nathan Smith; Trener: David Quinn[24][25][26].
- Szwajcaria – Bramkarze: Sandro Aeschlimann, Reto Berra, Leonardo Genoni; Obrońcy: Santeri Alatalo, Raphael Diaz, Michael Fora, Lukas Frick, Romain Loeffel, Mirco Müller, Ramon Untersander, Yannick Weber; Napastnicy: Andres Ambühl, Sven Andrighetto, Christoph Bertschy, Enzo Corvi, Gaëtan Haas, Fabrice Herzog, Gregory Hofmann, Denis Hollenstein, Denis Malgin, Simon Moser, Killian Mottet, Dario Simion, Calvin Thürkauf, Joel Vermin; Trener: Patrick Fischer[27][28][g].
- Szwecja – Bramkarze: Magnus Hellberg, Lars Johansson, Adam Reideborn; Obrońcy: Lukas Bengtsson, Oscar Fantenberg, Christian Folin, Philip Holm, Linus Hultström, Theodor Lennström, Jonathan Pudas, Henrik Tömmernes; Napastnicy: Daniel Brodin, Mathias Bromé, Jacob de la Rose, Dennis Everberg, Max Friberg, Pontus Holmberg, Linus Johansson, Carl Klingberg, Marcus Krüger, Anton Lander, Joakim Nordström, Fredrik Olofsson, Gustav Rydahl, Lucas Wallmark; Trener: Johan Garpenlöv[29][30][h].

## Sędziowie
7 stycznia 2022 ogłoszono listę 25 arbitrów przewidzianych na turniej mężczyzn ZIO 2022 (14 sędziów głównych i 11 liniowych).

## Faza grupowa
Kraje uczestników turnieju przydzielono do trzech czterozespołowych grup:
| Grupa A - Kanada - Stany Zjednoczone - Niemcy - Chiny |  | Grupa B - Rosyjski Komitet Olimpijski - Czechy - Szwajcaria - Dania |  | Grupa C - Finlandia - Szwecja - Słowacja - Łotwa |

### Grupa A
Wyniki
| 10 lutego 2022 | Stany Zjednoczone | 8:0 | Chiny | Narodowy Kryty Stadion, Pekin |

| Szczegóły      | Szczegóły | Szczegóły       | Szczegóły | Szczegóły                                                                                           |
| -------------- | --- | --------------- | --------- | --------------------------------------------------------------------------------------------------- |
| Godzina: 14:10 | Brendan Brisson (PP) 10:38 Noah Cates (EQ) 25:32 Brian O’Neill (EQ) 31:13 Sean Farrell (EQ) 38:07 Sean Farrell (EQ) 41:06 Ben Meyers (EQ) 50:19 Matty Beniers (eQ) 52:00 Sean Farrell (PP) 58:27 | (1:0, 3:0, 4:0) |           | Sędzia główny: Mikko Kaukokari Michael Tscherrig Sędziowie liniowi: Lauri Nikulainen Dmitri Shishlo |
| Godzina: 14:10 | 10 |                 | 10        | Sędzia główny: Mikko Kaukokari Michael Tscherrig Sędziowie liniowi: Lauri Nikulainen Dmitri Shishlo |

| 10 lutego 2022 | Kanada | 5:1 | Niemcy | Wukesong Arena, Pekin |

| Szczegóły      | Szczegóły | Szczegóły       | Szczegóły                | Szczegóły                                                                                 |
| -------------- | --- | --------------- | ------------------------ | ----------------------------------------------------------------------------------------- |
| Godzina: 14:10 | Alex Grant (EQ) 04:43 Ben Street (EQ) 09:47 Daniel Winnik (EQ) 10:19 Maxim Noreau (PP) 32:58 Jordan Weal (EQ) 51:22 | (3:0, 1:1, 1:0) | 30:45 (EQ) Tobias Rieder | Sędzia główny: Tobias Björk Andrew Bruggeman Sędziowie liniowi: Daniel Hynek Gleb Lazarew |
| Godzina: 14:10 | 8 |                 | 4                        | Sędzia główny: Tobias Björk Andrew Bruggeman Sędziowie liniowi: Daniel Hynek Gleb Lazarew |

| 12 lutego 2022 | Kanada | 2:4 | Stany Zjednoczone | Narodowy Kryty Stadion, Pekin |

| Szczegóły      | Szczegóły                                         | Szczegóły       | Szczegóły                                                                                        | Szczegóły                                                                                |
| -------------- | ------------------------------------------------- | --------------- | ------------------------------------------------------------------------------------------------ | ---------------------------------------------------------------------------------------- |
| Godzina: 12:10 | Mat Robinson (EQ) 01:24 Corban Knight (SH1) 34:13 | (1:2, 1:1, 0:1) | 02:34 (EQ) Andy Miele 18:44 (EQ) Ben Meyers 22:37 (EQ) Brendan Brisson 46:13 (EQ) Kenny Agostino | Sędzia główny: Andris Ansons Tobias Björk Sędziowie liniowi: Daniel Hynek Dustin McCrank |
| Godzina: 12:10 | 4                                                 |                 | 6                                                                                                | Sędzia główny: Andris Ansons Tobias Björk Sędziowie liniowi: Daniel Hynek Dustin McCrank |

| 12 lutego 2022 | Niemcy | 3:2 | Chiny | Narodowy Kryty Stadion, Pekin |

| Szczegóły      | Szczegóły                                                                     | Szczegóły       | Szczegóły                                  | Szczegóły                                                                                    |
| -------------- | ----------------------------------------------------------------------------- | --------------- | ------------------------------------------ | -------------------------------------------------------------------------------------------- |
| Godzina: 16:40 | Marcel Brandt (EQ) 13:33 Korbinian Holzer (EQ) 16:24 Dominik Kahun (EQ) 24:41 | (2:0, 1:1, 0:1) | 39:14 (EQ) Shuai Fu 49:00 (PP1) Taile Wang | Sędzia główny: Stephen Reneau Maksim Sidorenko Sędziowie liniowi: Brian Oliver Jiří Ondráček |
| Godzina: 16:40 | 12 min                                                                        |                 | 6 min                                      | Sędzia główny: Stephen Reneau Maksim Sidorenko Sędziowie liniowi: Brian Oliver Jiří Ondráček |

| 13 lutego 2022 | Chiny | 0:5 | Kanada | Narodowy Kryty Stadion, Pekin |

| Szczegóły      | Szczegóły | Szczegóły       | Szczegóły | Szczegóły                                                                                  |
| -------------- | --------- | --------------- | --- | ------------------------------------------------------------------------------------------ |
| Godzina: 21:10 |           | (0:3, 0:1, 0:1) | 02:09 (EQ) Ben Street 06:44 (EQ) Adam Tambellini 10:06 (EQ) Eric O’Dell 38:03 (EQ) Kent Johnson 46:23 (PP1) Corban Knight | Sędzia główny: Andris Ansons Andrew Bruggeman Sędziowie liniowi: Daniel Hynek Gleb Lazarew |
| Godzina: 21:10 | 10 min    |                 | 10 min | Sędzia główny: Andris Ansons Andrew Bruggeman Sędziowie liniowi: Daniel Hynek Gleb Lazarew |

| 13 lutego 2022 | Stany Zjednoczone | 3:2 | Niemcy | Wukesong Arena, Pekin |

| Szczegóły      | Szczegóły                                                                   | Szczegóły       | Szczegóły                                          | Szczegóły                                                                                          |
| -------------- | --------------------------------------------------------------------------- | --------------- | -------------------------------------------------- | -------------------------------------------------------------------------------------------------- |
| Godzina: 21:10 | Steven Kampfer (PP1) 04:26 Matthew Knies (EQ) 24:50 Nathan Smith (EQ) 42:47 | (1:1, 1:0, 1:1) | 02:00 (PP1) Patrick Hager 57:31 (EQ) Tom Kühnhackl | Sędzia główny: Jewgienij Romasko Maksim Sidorenko Sędziowie liniowi: David Obwegeser Jiří Ondráček |
| Godzina: 21:10 | 12 min                                                                      |                 | 10 min                                             | Sędzia główny: Jewgienij Romasko Maksim Sidorenko Sędziowie liniowi: David Obwegeser Jiří Ondráček |

Tabela
| Lp. | Zespół            | M | Z | Zd | Pd | P | G+ | G- | +/− | Pkt |
| --- | ----------------- | - | - | -- | -- | - | -- | -- | --- | --- |
| 1.  | Stany Zjednoczone | 3 | 3 | 0  | 0  | 0 | 15 | 4  | +11 | 9   |
| 2.  | Kanada            | 3 | 2 | 0  | 0  | 1 | 12 | 5  | +7  | 6   |
| 3.  | Niemcy            | 3 | 1 | 0  | 0  | 3 | 6  | 10 | –4  | 3   |
| 4.  | Chiny             | 3 | 0 | 0  | 0  | 3 | 2  | 16 | –14 | 0   |

    = awans do ćwierćfinału     = awans do baraży

### Grupa B
Wyniki
| 9 lutego 2022 | Rosyjski Komitet Olimpijski | 1:0 | Szwajcaria | Narodowy Kryty Stadion, Pekin |

| Szczegóły   | Szczegóły                  | Szczegóły       | Szczegóły | Szczegóły                                                                                    |
| ----------- | -------------------------- | --------------- | --------- | -------------------------------------------------------------------------------------------- |
|             | Anton Slepyszew (EQ) 19:57 | (1:0, 0:0, 0:0) |           | Sędzia główny: André Schrader Maksim Sidorenko Sędziowie liniowi: Brian Oliver Jiří Ondráček |
| 14 min. kar |                            | 10 min. kar     |           | Sędzia główny: André Schrader Maksim Sidorenko Sędziowie liniowi: Brian Oliver Jiří Ondráček |

| 9 lutego 2022 | Czechy | 1:2 | Dania | Narodowy Kryty Stadion, Pekin |

| Szczegóły  | Szczegóły                 | Szczegóły       | Szczegóły                                            | Szczegóły                                                                                         |
| ---------- | ------------------------- | --------------- | ---------------------------------------------------- | ------------------------------------------------------------------------------------------------- |
|            | Roman Červenka (EQ) 23:45 | (0:2, 1;0, 0:0) | 11:21 (EQ) Markus Lauridsen 17:23 (PS) Frans Nielsen | Sędzia główny: Oliver Gouin Michael Tscherrig Sędziowie liniowi: Ludvig Lundgren Lauri Nikulainen |
| 2 min. kar |                           | 6 min. kar      |                                                      | Sędzia główny: Oliver Gouin Michael Tscherrig Sędziowie liniowi: Ludvig Lundgren Lauri Nikulainen |

| 11 lutego 2022 | Dania | 0:2 | Rosyjski Komitet Olimpijski | Narodowy Kryty Stadion, Pekin |

| Szczegóły      | Szczegóły | Szczegóły       | Szczegóły                                                 | Szczegóły                                                                                         |
| -------------- | --------- | --------------- | --------------------------------------------------------- | ------------------------------------------------------------------------------------------------- |
| Godzina: 12:10 |           | (0:0, 0:1, 0:1) | 28:18 (EQ) Pawieł Karnauchow 59:54 (ENG) Kiriłł Siemionow | Sędzia główny: Michael Campbell Martin Fraňo Sędziowie liniowi: William Hancock Andreas Malmqvist |
| Godzina: 12:10 | 10 min    |                 | 2 min                                                     | Sędzia główny: Michael Campbell Martin Fraňo Sędziowie liniowi: William Hancock Andreas Malmqvist |

| 11 lutego 2022 | Czechy | 2:1 | Szwajcaria | Narodowy Kryty Stadion, Pekin |

| Szczegóły      | Szczegóły               | Szczegóły                     | Szczegóły               | Szczegóły                                                                                    |
| -------------- | ----------------------- | ----------------------------- | ----------------------- | -------------------------------------------------------------------------------------------- |
| Godzina: 16:40 | Jiří Smejkal (EQ) 04:33 | (1:1, 0:0, 0:0 d. 0:0 k. 1:0) | 08:34 (PP1) Gaëtan Haas | Sędzia główny: Andris Ansons Andrew Bruggeman Sędziowie liniowi: Gleb Lazarev Dustin McCrank |
| Godzina: 16:40 | 10 min                  |                               | 4 min                   | Sędzia główny: Andris Ansons Andrew Bruggeman Sędziowie liniowi: Gleb Lazarev Dustin McCrank |

| 12 lutego 2022 | Rosyjski Komitet Olimpijski | 5:6 | Czechy | Narodowy Kryty Stadion, Pekin |

| Szczegóły      | Szczegóły | Szczegóły              | Szczegóły | Szczegóły                                                                                      |
| -------------- | --- | ---------------------- | --- | ---------------------------------------------------------------------------------------------- |
| Godzina: 21:10 | Władimir Tkaczow (EQ) 04:51 Nikita Niestierow (PP1) 32:19 Kiriłł Siemionow (EQ) 43:50 Arsienij Griciuk (EQ) 46:43 Andriej Czibisow (EQ) 48:22 | (1:1, 1:2, 3:2 d. 0:1) | 12:37 (PP1) Tomáš Kundrátek 38:41 (PP1) David Krejčí 39:16 (PP1) Michael Špaček 43:14 (EQ) Lukáš Klok 48:57 (EQ) Tomáš Hyka 64:29 (PP1) Libor Šulák | Sędzia główny: Mikko Kaukokari Mikael Nord Sędziowie liniowi: Ludvig Lundgren Lauri Nikulainen |
| Godzina: 21:10 | 33 min |                        | 10 min | Sędzia główny: Mikko Kaukokari Mikael Nord Sędziowie liniowi: Ludvig Lundgren Lauri Nikulainen |

| 12 lutego 2022 | Szwajcaria | 3:5 | Dania | Wukesong Arena, Pekin |

| Szczegóły      | Szczegóły                                                                  | Szczegóły       | Szczegóły | Szczegóły                                                                                       |
| -------------- | -------------------------------------------------------------------------- | --------------- | --- | ----------------------------------------------------------------------------------------------- |
| Godzina: 21:10 | Enzo Corvi (EQ) 15:59 Romain Loeffel (PP1) 44:53 Fabrice Herzog (EQ) 57:37 | (1:0, 0:3, 2:2) | 20:46 (PP1) Peter Regin 21:07 (EQ) Frederik Storm 33:12 (EQ) Mikkel Bødker 41:55 (EQ) Nicolai Meyer 59:01 (ENG) Frederik Storm | Sędzia główny: Roman Gofman Kristian Vikman Sędziowie liniowi: ndreas Malmqvist nikita Szalagin |
| Godzina: 21:10 | 14 min                                                                     |                 | 6 min | Sędzia główny: Roman Gofman Kristian Vikman Sędziowie liniowi: ndreas Malmqvist nikita Szalagin |

Tabela
| Lp. | Zespół                      | M | Z | Zd | Pd | P | G+ | G- | +/− | Pkt |
| --- | --------------------------- | - | - | -- | -- | - | -- | -- | --- | --- |
| 1.  | Rosyjski Komitet Olimpijski | 3 | 2 | 0  | 1  | 0 | 8  | 6  | +2  | 7   |
| 2.  | Dania                       | 3 | 2 | 0  | 0  | 1 | 7  | 6  | +1  | 6   |
| 3.  | Czechy                      | 3 | 0 | 2  | 0  | 1 | 9  | 8  | +1  | 4   |
| 4.  | Szwajcaria                  | 3 | 0 | 0  | 1  | 2 | 4  | 8  | –4  | 1   |

    = awans do ćwierćfinału     = awans do baraży

### Grupa C
Wyniki
| 10 lutego 2022 | Szwecja | 3:2 | Łotwa | Narodowy Kryty Stadion, Pekin |

| Szczegóły | Szczegóły                                                                        | Szczegóły       | Szczegóły                                                     | Szczegóły                                                                                                  |
| --------- | -------------------------------------------------------------------------------- | --------------- | ------------------------------------------------------------- | --- |
|           | Lucas Wallmark (EQ) 09:42 Sven Anton Lander (EQ) 20:30 Lucas Wallmark (PP) 33:39 | (1:0, 2:1, 0:1) | 36:07 (PP) Renārs Krastenbergs 46:48 (PP) Nikolajs Jeļisejevs | Widzów: 873 Sędzia główny: Martin Fraňo Kristian Vikman Sędziowie liniowi: William Hancock Nikita Szagalin |
| 8         |                                                                                  | 10              |                                                               | Widzów: 873 Sędzia główny: Martin Fraňo Kristian Vikman Sędziowie liniowi: William Hancock Nikita Szagalin |

| 10 lutego 2022 | Finlandia | 6:2 | Słowacja | Narodowy Kryty Stadion, Pekin |

| Szczegóły | Szczegóły | Szczegóły       | Szczegóły                                               | Szczegóły                                                                                                   |
| --------- | --- | --------------- | ------------------------------------------------------- | --- |
|           | Sakari Manninen (EQ) 10:17 Harri Pesonen (PP) 14:22 Miro Aaltonen (EQ) 18:20 Sakari Manninen (EQ) 29:28 Sakari Manninen (EQ) 40:16 Miro Aaltonen (PP) 54:57 | (3:1, 1:1, 2:0) | 05:33 (EQ) Juraj Slafkovský 31:49 (EQ) Juraj Slafkovský | Widzów: 929 Sędzia główny: Stephen Reneau Jewgienij Romasko Sędziowie liniowi: David Obwegeser Brian Oliver |
| 10        | | 6               |                                                         | Widzów: 929 Sędzia główny: Stephen Reneau Jewgienij Romasko Sędziowie liniowi: David Obwegeser Brian Oliver |

| 11 lutego 2022 | Szwecja | 4:1 | Słowacja | Wukesong Arena, Pekin |

| Szczegóły      | Szczegóły                                                                                                | Szczegóły       | Szczegóły                   | Szczegóły                                                                                       |
| -------------- | --- | --------------- | --------------------------- | ----------------------------------------------------------------------------------------------- |
| Godzina: 16:40 | Joakim Nordström (EQ) 11:22 Lucas Wallmark (PP2) 18:10 Max Friberg (EQ) 19:55 Carl Klingberg (ENG) 57:44 | (3:0, 0:0, 1:1) | 58:18 (EQ) Juraj Slafkovský | Sędzia główny: jewgienij Romasko André Schrader Sędziowie liniowi: David Obwegeser Brian Oliver |
| Godzina: 16:40 | 12 min                                                                                                   |                 | 12 min                      | Sędzia główny: jewgienij Romasko André Schrader Sędziowie liniowi: David Obwegeser Brian Oliver |

| 11 lutego 2022 | Łotwa | 1:3 | Finlandia | Wukesong Arena, Pekin |

| Szczegóły      | Szczegóły                | Szczegóły       | Szczegóły                                                                      | Szczegóły                                                                                 |
| -------------- | ------------------------ | --------------- | ------------------------------------------------------------------------------ | ----------------------------------------------------------------------------------------- |
| Godzina: 21:10 | Rodrigo Ābols (PP) 43:01 | (0:0, 0:1, 1:2) | 37:59 (EQ) Valtteri Kemiläinen 54:42 (EQ) Leo Komarov 58:43 (EQ) Marko Anttila | Sędzia główny: Oliver Gouin Mikael Nord Sędziowie liniowi: Ludvig Lundgren Dmitri Sziszlo |
| Godzina: 21:10 | 6 min                    |                 | 4 min                                                                          | Sędzia główny: Oliver Gouin Mikael Nord Sędziowie liniowi: Ludvig Lundgren Dmitri Sziszlo |

| 13 lutego 2022 | Słowacja | 5:2 | Łotwa | Narodowy Kryty Stadion, Pekin |

| Szczegóły      | Szczegóły | Szczegóły       | Szczegóły                                          | Szczegóły                                                                                  |
| -------------- | --- | --------------- | -------------------------------------------------- | ------------------------------------------------------------------------------------------ |
| Godzina: 12:10 | Martin Marinčin (EQ) 11:00 Peter Cehlárik (EQ) 26:17 Juraj Slafkovský (EQ) 31:16 Peter Zuzin (EQ) 49:21 Tomáš Jurčo (ENG) 59:59 | (1:1, 2:0, 2:1) | 15:46 (EQ) Ronalds Ķēniņš 42:07 (EQ) Miks Indrašis | Sędzia główny: Oliver Gouin Mikael Nord Sędziowie liniowi: Ludvig Lundgren Dimitri Sziszlo |
| Godzina: 12:10 | 4 min |                 | 2 min                                              | Sędzia główny: Oliver Gouin Mikael Nord Sędziowie liniowi: Ludvig Lundgren Dimitri Sziszlo |

| 13 lutego 2022 | Finlandia | 4:3 | Szwecja | Narodowy Kryty Stadion, Pekin |

| Szczegóły      | Szczegóły                                                                                                   | Szczegóły              | Szczegóły                                                                       | Szczegóły                                                                                       |
| -------------- | --- | ---------------------- | ------------------------------------------------------------------------------- | ----------------------------------------------------------------------------------------------- |
| Godzina: 16:40 | Teemu Hartikainen (PP1) 45:34 Iiro Pakarinen (PP1) 55:30 Iiro Pakarinen (EQ) 57:11 Harri Pesonen (EQ) 62:01 | (0:0, 0:3, 3:0 d. 1:0) | 24:24 (PP1) Lucas Wallmark 28:39 (PP1) Lukas Bengtsson 31:36 (PP1) Anton Lander | Sędzia główny: Michael Campbell Roman Gofman Sędziowie liniowi: William Hancock Nikita Szalagin |
| Godzina: 16:40 | 37 min |                        | 8 min                                                                           | Sędzia główny: Michael Campbell Roman Gofman Sędziowie liniowi: William Hancock Nikita Szalagin |

Tabela
| Lp. | Zespół    | M | Z | Zd | Pd | P | G+ | G- | +/− | Pkt |
| --- | --------- | - | - | -- | -- | - | -- | -- | --- | --- |
| 1.  | Finlandia | 3 | 2 | 1  | 0  | 0 | 13 | 6  | +7  | 8   |
| 2.  | Szwecja   | 3 | 2 | 0  | 1  | 0 | 10 | 7  | +3  | 7   |
| 3.  | Słowacja  | 3 | 1 | 0  | 0  | 2 | 8  | 12 | –4  | 3   |
| 4.  | Łotwa     | 3 | 0 | 0  | 0  | 3 | 5  | 11 | –6  | 0   |

    = awans do ćwierćfinału     = awans do baraży

## Runda finałowa
|  |            |            |           |                             |                             |              |              |                             |                             |   |                             |                             |           |                   |                   |                   |       |       |
|  | Play-offy  | Play-offy  | Play-offy |                             |                             | Ćwierćfinały | Ćwierćfinały | Ćwierćfinały                |                             |   | Półfinały                   | Półfinały                   | Półfinały |                   |                   | Finał             | Finał | Finał |
|  | Play-offy  | Play-offy  | Play-offy |                             |                             | Ćwierćfinały | Ćwierćfinały | Ćwierćfinały                |                             |   | Półfinały                   | Półfinały                   | Półfinały |                   |                   | Finał             | Finał | Finał |
|  |            |            |           |                             |                             |              |              |                             |                             |   |                             |                             |           |                   |                   |                   |       |       |
|  |            |            |           |                             |                             |              |              |                             |                             |   |                             |                             |           |                   |                   |                   |       |       |
|  |            |            |           | Finlandia                   | Finlandia                   | 5            |              |                             |                             |   |                             |                             |           |                   |                   |                   |       |       |
|  |            |            |           |                             |                             | 5            |              |                             |                             |   |                             |                             |           |                   |                   |                   |       |       |
|  | Czechy     | Czechy     | 2         |                             |                             | Szwajcaria   | Szwajcaria   | 1                           |                             |   |                             |                             |           |                   |                   |                   |       |       |
|  | Czechy     | Czechy     | 2         |                             |                             | Szwajcaria   | Szwajcaria   | 1                           |                             |   | Finlandia                   | Finlandia                   | 2         |                   |                   |                   |       |       |
|  | Szwajcaria | Szwajcaria | 4         |                             |                             |              |              |                             |                             |   | Finlandia                   | Finlandia                   | 2         |                   |                   |                   |       |       |
|  | Szwajcaria | Szwajcaria | 4         |                             |                             |              |              | Słowacja                    | Słowacja                    | 0 |                             |                             |           |                   |                   |                   |       |       |
|  |            |            |           | Stany Zjednoczone           | Stany Zjednoczone           | 2            |              | Słowacja                    | Słowacja                    | 0 |                             |                             |           |                   |                   |                   |       |       |
|  |            |            |           |                             |                             | 2            |              |                             |                             |   |                             |                             |           |                   |                   |                   |       |       |
|  | Słowacja   | Słowacja   | 4         |                             |                             | Słowacja     | Słowacja     | 3                           |                             |   |                             |                             |           |                   |                   |                   |       |       |
|  | Słowacja   | Słowacja   | 4         |                             |                             | Słowacja     | Słowacja     | 3                           |                             |   | Finlandia                   | Finlandia                   | 2         |                   |                   |                   |       |       |
|  | Niemcy     | Niemcy     | 0         |                             |                             |              |              |                             |                             |   |                             |                             |           |                   |                   |                   |       |       |
|  | Niemcy     | Niemcy     | 0         |                             |                             |              |              | Rosyjski Komitet Olimpijski | Rosyjski Komitet Olimpijski | 1 |                             |                             |           |                   |                   |                   |       |       |
|  |            |            |           | Rosyjski Komitet Olimpijski | Rosyjski Komitet Olimpijski | 3            |              | Rosyjski Komitet Olimpijski | Rosyjski Komitet Olimpijski | 1 |                             |                             |           |                   |                   |                   |       |       |
|  |            |            |           |                             |                             | 3            |              |                             |                             |   |                             |                             |           |                   |                   |                   |       |       |
|  | Dania      | Dania      | 3         |                             |                             | Dania        | Dania        | 1                           |                             |   |                             |                             |           |                   |                   |                   |       |       |
|  | Dania      | Dania      | 3         |                             |                             | Dania        | Dania        | 1                           |                             |   | Rosyjski Komitet Olimpijski | Rosyjski Komitet Olimpijski | 2         | Mecz o 3. miejsce | Mecz o 3. miejsce | Mecz o 3. miejsce |       |       |
|  | Łotwa      | Łotwa      | 2         |                             |                             |              |              |                             |                             |   | Rosyjski Komitet Olimpijski | Rosyjski Komitet Olimpijski | 2         | Mecz o 3. miejsce | Mecz o 3. miejsce | Mecz o 3. miejsce |       |       |
|  | Łotwa      | Łotwa      | 2         |                             |                             |              |              | Szwecja                     | Szwecja                     | 1 |                             |                             |           |                   |                   |                   |       |       |
|  |            |            |           | Szwecja                     | Szwecja                     | 2            |              | Szwecja                     | Szwecja                     | 1 |                             |                             |           |                   |                   |                   |       |       |
|  |            |            |           |                             |                             | 2            | Szwecja      | Szwecja                     | 0                           |   |                             |                             |           |                   |                   |                   |       |       |
|  | Kanada     | Kanada     | 7         |                             |                             | Kanada       | Kanada       | Szwecja                     | 0                           | 0 |                             |                             |           |                   |                   |                   |       |       |
|  | Kanada     | Kanada     | 7         |                             |                             | Kanada       | Kanada       |                             |                             | 0 | Słowacja                    | Słowacja                    | 4         |                   |                   |                   |       |       |
|  | Chiny      | Chiny      | 2         |                             |                             |              |              |                             |                             |   | Słowacja                    | Słowacja                    | 4         |                   |                   |                   |       |       |
|  | Chiny      | Chiny      | 2         |                             |                             |              |              |                             |                             |   |                             |                             |           |                   |                   |                   |       |       |

Play offy
| 15 lutego 2022 | Słowacja | 4:0 | Niemcy | Narodowy Kryty Stadion, Pekin |

| Szczegóły      | Szczegóły                                                                                             | Szczegóły       | Szczegóły | Szczegóły                                                                                 |
| -------------- | --- | --------------- | --------- | ----------------------------------------------------------------------------------------- |
| Godzina: 12:10 | Libor Hudáček (EQ) 11:05 Peter Cehlárik (EQ) 27:01 Michal Krištof (EQ) 28:45 Marek Hrivík (ENG) 57:56 | (1:0, 2:0, 1:0) |           | Sędzia główny: Tobias Björk Mikael Nord Sędziowie liniowi: Gleb Lazariew Lauri Nikulainen |
| Godzina: 12:10 | 8 min                                                                                                 |                 | 33 min    | Sędzia główny: Tobias Björk Mikael Nord Sędziowie liniowi: Gleb Lazariew Lauri Nikulainen |

| 15 lutego 2022 | Dania | 3:2 | Łotwa | Wukesong Arena, Pekin |

| Szczegóły      | Szczegóły                                                                         | Szczegóły       | Szczegóły                                            | Szczegóły                                                                                       |
| -------------- | --------------------------------------------------------------------------------- | --------------- | ---------------------------------------------------- | ----------------------------------------------------------------------------------------------- |
| Godzina: 12:10 | Morten Poulsen (EQ) 12:02 Julian Jakobsen (EQ) 36:57 Markus Lauridsen (PP1) 41:45 | (1:1, 1:1, 1:0) | 16:23 (EQ) Lauris Dārziņš 22:33 (PP1) Lauris Dārziņš | Sędzia główny: Andrew Bruggema André Schrader Sędziowie liniowi: Dustin McCrank Dimitri Sziszlo |
| Godzina: 12:10 | 8 min                                                                             |                 | 8 min                                                | Sędzia główny: Andrew Bruggema André Schrader Sędziowie liniowi: Dustin McCrank Dimitri Sziszlo |

| 15 lutego 2022 | Czechy | 2:4 | Szwajcaria | Narodowy Kryty Stadion, Pekin |

| Szczegóły      | Szczegóły                                        | Szczegóły       | Szczegóły                                                                                            | Szczegóły                                                                                        |
| -------------- | ------------------------------------------------ | --------------- | --- | ------------------------------------------------------------------------------------------------ |
| Godzina: 16:40 | Lukáš Klok (EQ) 10:08 Roman Červenka (PP1) 55:59 | (1:2, 0:0, 1:1) | 14:59 (PP1) Andres Ambühl 15:12 (EQ) Killian Mottet 29:53 (PP1) Denis Malgin 54:57 (EQ) Raphael Diaz | Sędzia główny: Roman Gofman Mikko Kaukokari Sędziowie liniowi: Ludvig Lundgren Andreas Malmqvist |
| Godzina: 16:40 | 6 min                                            |                 | 4 min                                                                                                | Sędzia główny: Roman Gofman Mikko Kaukokari Sędziowie liniowi: Ludvig Lundgren Andreas Malmqvist |

| 15 lutego 2022 | Kanada | 7:2 | Chiny | Narodowy Kryty Stadion, Pekin |

| Szczegóły      | Szczegóły | Szczegóły       | Szczegóły                              | Szczegóły                                                                                         |
| -------------- | --- | --------------- | -------------------------------------- | ------------------------------------------------------------------------------------------------- |
| Godzina: 21:10 | Jordan Weal (PP1) 06:57 Jordan Weal (PP2) 09:55 Adam Tambellini (PP1) 26:36 Adam Tambellini (PS) 28:39 Eric O’Dell (EQ) 32:02 Eric Staal (EQ) 55:55 Jack McBain (PP1) 58:19 | (2:1, 3:1, 2:0) | 15:32 (EQ) An Jain 38:59 (PP2) An Jain | Sędzia główny: Michael Tscherrig Kristian Vikman Sędziowie liniowi: David Obwegeser Jiří Ondráček |
| Godzina: 21:10 | 15 min |                 | 18 min                                 | Sędzia główny: Michael Tscherrig Kristian Vikman Sędziowie liniowi: David Obwegeser Jiří Ondráček |

Ćwierćfinały
| 16 lutego 2022 | Stany Zjednoczone | 2:3 | Słowacja | Narodowy Kryty Stadion, Pekin |

| Szczegóły      | Szczegóły                                        | Szczegóły                     | Szczegóły                                           | Szczegóły                                                                                 |
| -------------- | ------------------------------------------------ | ----------------------------- | --------------------------------------------------- | ----------------------------------------------------------------------------------------- |
| Godzina: 12:10 | Nick Abruzzese (EQ) 19:14 Sam Hentges (EQ) 28:56 | (1:1, 1:0, 0:1 d. 0:0 k. 0:1) | 11:45 (EQ) Juraj Slafkovský 59:16 (EA) Marek Hrivík | Sędzia główny: Tobias Björk Roman Gofman Sędziowie liniowi: Dustin McCrank Nikita Szlagin |
| Godzina: 12:10 | 2 min                                            |                               | 10 min                                              | Sędzia główny: Tobias Björk Roman Gofman Sędziowie liniowi: Dustin McCrank Nikita Szlagin |

| 16 lutego 2022 | Rosyjski Komitet Olimpijski | 3:1 | Dania | Wukesong Arena, Pekin |

| Szczegóły      | Szczegóły                                                                             | Szczegóły       | Szczegóły                 | Szczegóły                                                                                       |
| -------------- | ------------------------------------------------------------------------------------- | --------------- | ------------------------- | ----------------------------------------------------------------------------------------------- |
| Godzina: 14:00 | Wadim Szypaczow (EQ) 13:01 Nikita Niestierow (EQ) 34:36 Wiaczesław Wojnow (PP1) 55:45 | (1:0, 1:1, 1:0) | 22:57 (PP1) Frans Nielsen | Sędzia główny: Michael Campbell Martin Fraňo Sędziowie liniowi: Andreas Malmqvist Jiří Ondráček |
| Godzina: 14:00 | 4 min                                                                                 |                 | 6 min                     | Sędzia główny: Michael Campbell Martin Fraňo Sędziowie liniowi: Andreas Malmqvist Jiří Ondráček |

| 16 lutego 2022 | Finlandia | 5:1 | Szwajcaria | Narodowy Kryty Stadion, Pekin |

| Szczegóły      | Szczegóły | Szczegóły       | Szczegóły                 | Szczegóły                                                                              |
| -------------- | --- | --------------- | ------------------------- | -------------------------------------------------------------------------------------- |
| Godzina: 16:40 | Miro Aaltonen (EQ) 08:37 Mikko Lehtonen (EQ) 10:45 Marko Anttila (EQ) 23:08 Iiro Pakarinen (ENG) 55:28 Teemu Hartikainen (ENG) 56:47 | (2:0, 1:1, 2:0) | 37:49 (PP1) Andres Ambühl | Sędzia główny: Andris Ansons Oliver Gouin Sędziowie liniowi: Daniel Hynek Brian Oliver |
| Godzina: 16:40 | 4 min |                 | 4 min                     | Sędzia główny: Andris Ansons Oliver Gouin Sędziowie liniowi: Daniel Hynek Brian Oliver |

| 16 lutego 2022 | Szwecja | 2:0 | Kanada | Narodowy Kryty Stadion, Pekin |

| Szczegóły      | Szczegóły                                          | Szczegóły       | Szczegóły | Szczegóły                                                                                          |
| -------------- | -------------------------------------------------- | --------------- | --------- | -------------------------------------------------------------------------------------------------- |
| Godzina: 21:30 | Lucas Wallmark (EQ) 50:15 Anton Lander (ENG) 58:10 | (0:0, 0:0, 2:0) |           | Sędzia główny: Andrew Bruggeman Jewgienij Romasko Sędziowie liniowi: William Hancock Gleb Lazariew |
| Godzina: 21:30 | 6 min                                              |                 | 6 min     | Sędzia główny: Andrew Bruggeman Jewgienij Romasko Sędziowie liniowi: William Hancock Gleb Lazariew |

Półfinały
| 18 lutego 2022 | Słowacja | 2:0 | Słowacja | Narodowy Kryty Stadion, Pekin |

| Szczegóły      | Szczegóły                                            | Szczegóły       | Szczegóły | Szczegóły                                                                                     |
| -------------- | ---------------------------------------------------- | --------------- | --------- | --------------------------------------------------------------------------------------------- |
| Godzina: 12:10 | Sakari Manninen (EQ) 15:58 Harri Pesonen (ENG) 59:21 | (1:0, 0:0, 1:0) |           | Sędzia główny: Tobias Björk Jewgienij Romasko Sędziowie liniowi: Gleb Lazariew Dustin McCrank |
| Godzina: 12:10 | 0 min                                                |                 | 6 min     | Sędzia główny: Tobias Björk Jewgienij Romasko Sędziowie liniowi: Gleb Lazariew Dustin McCrank |

| 18 lutego 2022 | Rosyjski Komitet Olimpijski | 2:1 | Szwecja | Narodowy Kryty Stadion, Pekin |

| Szczegóły      | Szczegóły                  | Szczegóły                     | Szczegóły               | Szczegóły                                                                                  |
| -------------- | -------------------------- | ----------------------------- | ----------------------- | ------------------------------------------------------------------------------------------ |
| Godzina: 21:10 | Anton Slepyszew (EQ) 20:15 | (0:0, 1:0, 0:1 d. 0:0 k. 1:0) | 46:22 (EQ) Anton Lander | Sędzia główny: Andrew Bruggeman Oliver Gouin Sędziowie liniowi: Daniel Hynek Jiří Ondráček |
| Godzina: 21:10 | 4 min                      |                               | 4 min                   | Sędzia główny: Andrew Bruggeman Oliver Gouin Sędziowie liniowi: Daniel Hynek Jiří Ondráček |

Mecz o brązowy medal
| 19 lutego 2022 | Szwecja | 0:4 | Słowacja | Narodowy Kryty Stadion, Pekin |

| Szczegóły      | Szczegóły | Szczegóły       | Szczegóły                                                                                                   | Szczegóły                                                                                     |
| -------------- | --------- | --------------- | --- | --------------------------------------------------------------------------------------------- |
| Godzina: 21:10 |           | (0:0, 0:2, 0:2) | Juraj Slafkovský (EQ) 23:17 Samuel Takáč (PP1) 32:47 Juraj Slafkovský (ENG) 58:26 Pavol Regenda (ENG) 58:46 | Sędzia główny: Oliver Gouin Jewgienij Romasko Sędziowie liniowi: Gleb Lazariew Nikita Szlagin |
| Godzina: 21:10 | 6 min     |                 | 4 min | Sędzia główny: Oliver Gouin Jewgienij Romasko Sędziowie liniowi: Gleb Lazariew Nikita Szlagin |

Finał
| 20 lutego 2022 | Finlandia | 2:1 | Rosyjski Komitet Olimpijski | Narodowy Kryty Stadion, Pekin |

| Szczegóły      | Szczegóły                                          | Szczegóły       | Szczegóły                       | Szczegóły                                                                                      |
| -------------- | -------------------------------------------------- | --------------- | ------------------------------- | ---------------------------------------------------------------------------------------------- |
| Godzina: 12:10 | Ville Pokka (EQ) 23:28 Hannes Björninen (EQ) 40:31 | (0:1, 1:0, 1:0) | 07:17 (PP1) Michaił Grigorienko | Sędzia główny: Tobias Björk Andrew Bruggeman Sędziowie liniowi: William Hancock Dustin McCrank |
| Godzina: 12:10 | 2 min                                              |                 | 6 min                           | Sędzia główny: Tobias Björk Andrew Bruggeman Sędziowie liniowi: William Hancock Dustin McCrank |

## Nagrody
Przyznano nagrody indywidualne.
- Najbardziej Wartościowy Zawodnik (MVP) turnieju:  Juraj Slafkovský

Skład gwiazd turnieju
- Bramkarz:  Patrik Rybár
- Obrońcy:  Mikko Lehtonen,  Jegor Jakowlew
- Napastnicy:  Juraj Slafkovský,  Sakari Manninen,  Lucas Wallmark